# Louvre – Rivoli (Métro Paris)

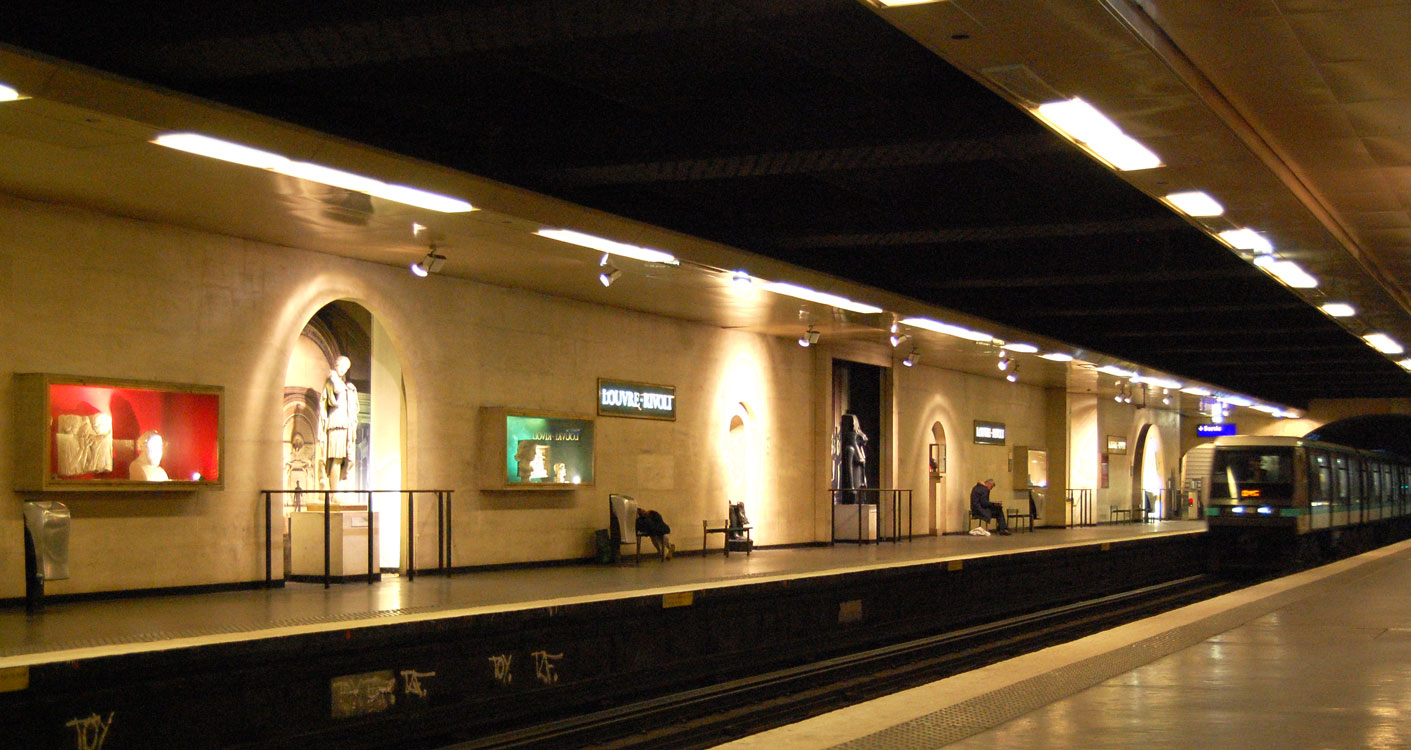
Station mit Museumsdekor und einfahrendem Zug der Baureihe MP 89, 2007

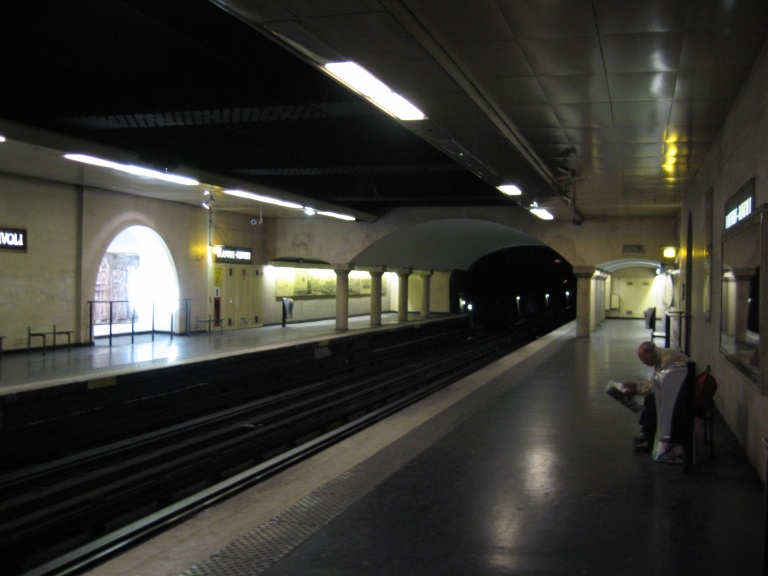
Verlängerung: Rundgewölbe auf dorisch anmutenden Säulen, 2008

Louvre – Rivoli [luvʁ(ə) ʁivɔli] ist eine unterirdische Station der Linie 1 der Pariser Métro.

## Lage
Der U-Bahnhof befindet sich im 1. Arrondissement von Paris an der Schnittstelle der Stadtviertel Quartier du Palais Royal, Quartier Saint-Germain-l’Auxerrois und Quartier des Halles. Er liegt längs unterhalb der Rue de Rivoli an deren Kreuzung mit der Rue de l’Amiral-de-Coligny.

## Name
Namengebend ist der Louvre-Palast, eine der Pariser Residenzen der französischen Könige. Im Jahr 1678 verlor er diese Funktion, seit 1791 beherbergt er das Musée du Louvre, heute das meistbesuchte Kunstmuseum der Welt.
1989 bekam der U-Bahnhof den Namenszusatz „Rivoli“, da der neue Haupteingang des Museums näher an der ebenfalls umbenannten Station Palais Royal – Musée du Louvre liegt. Die Rue Rivoli hat ihren Namen von der italienischen Stadt Rivoli, wo Napoleon Bonaparte im Italienfeldzug 1797 ein zahlenmäßig überlegenes habsburgisches Heer besiegte.

## Geschichte
Die Station wurde am 20. August 1900, einen Monat nach der Inbetriebnahme der Linie 1, unter dem Namen „Louvre“ als einer der ersten Pariser Untergrundbahnhöfe eröffnet. Sie wurde in offener Bauweise errichtet und war zunächst 75 m lang. Anfang der 1960er Jahre wurde sie auf 90 m verlängert und für den Verkehr mit gummibereiften Zügen umgerüstet.
Im September 1968 wurde begonnen, die Station der Nähe des Museums entsprechend herzurichten. Die Wände wurden mit Naturstein aus dem Burgund verkleidet und die tragenden Säulen dorisch ummantelt. In Vitrinen und Nischen wurden Replikate im Museum ausgestellter Kunstwerke präsentiert. Das Dekor konnte nach 1989 Ortsunkundigen den Eindruck vermitteln, es handle sich nach wie vor um die dem Museumseingang nächstgelegene Station, was seitdem aber nicht mehr zutrifft. Im Jahr 2011 wurde es daher entfernt.
Die Bahnsteige wurden im Februar 2009, im Zuge der Einführung des fahrerlosen Betriebs auf der Linie 1, angehoben und mit Bahnsteigtüren versehen.

## Beschreibung
Abweichend von der in Paris häufiger anzutreffenden Bauweise mit elliptischem Querschnitt weist die Station eine waagrechte Metalldecke auf. Auf quer zur Fahrtrichtung liegenden eisernen Stützbalken ruhen Längsträger, die kleine, aus Ziegelsteinen gemauerte Gewölbe tragen. Die Verlängerung aus den 1960er Jahren liegt unter einem Rundgewölbe, das auf Säulen nahe der Bahnsteigkante ruht.
Unterhalb der Station kreuzt die Métrolinie 7, die dort aber keine Station erhielt. Umsteigebahnhöfe zwischen den beiden Linien sind die benachbarten U-Bahnhöfe Palais Royal – Musée du Louvre und Châtelet.
Die Station hat zwei Seitenbahnsteige an zwei Streckengleisen. Der einzige Zugang liegt an der Rue de l’Amiral-de-Coligny, er weist das von Hector Guimard entworfene Jugendstil-Dekor auf.

## Fahrzeuge
Zunächst verkehrten auf der Linie 1 Züge, die aus einem Triebwagen mit nur einem Führerstand und zwei Beiwagen bestanden. Diese Fahrzeuge waren zweiachsig und jeweils knapp neun Meter lang. Bereits 1902 wurden Acht-Wagen-Züge mit je einem Triebwagen an den Zugenden gebildet. Bis 1905 wurden die Triebwagen, ab 1906 auch die Beiwagen durch vierachsige Fahrzeuge auf Drehgestellen ersetzt. 1908 hielten grün lackierte Fünf-Wagen-Züge der Bauart Sprague-Thomson auf der Linie 1 Einzug, die sich dort bis in die 1960er Jahre hielten. Ab Mai 1963 wurden die auf Schienen verkehrenden Sprague-Thomson-Züge sukzessive durch gummibereifte Fahrzeuge der Baureihe MP 59 abgelöst, bis Dezember 1964 herrschte Mischverkehr der zwei Betriebsarten. 1997 folgte die Baureihe MP 89 CC, die mit der Aufnahme des automatischen Betriebs der Baureihe MP 05 wich.

## Umgebung

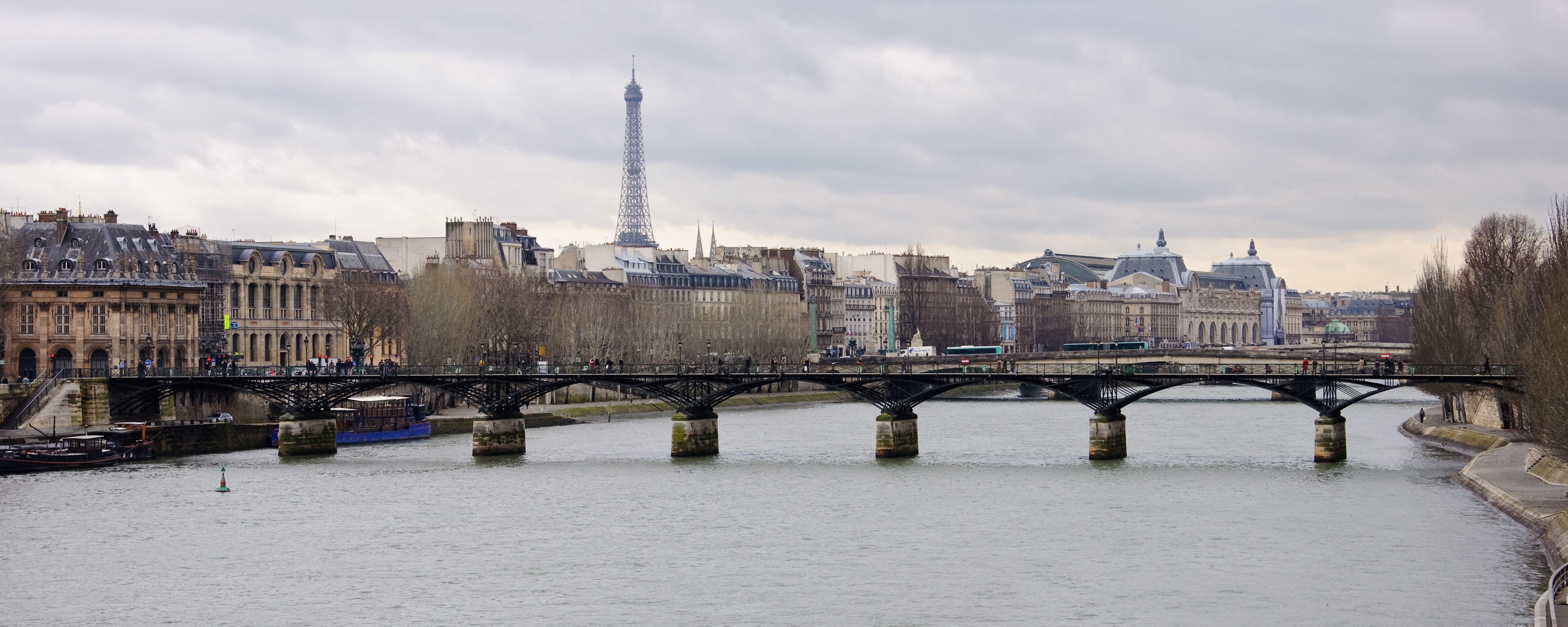
Pont des Arts

- Spätgotische Pfarrkirche Saint-Germain-l’Auxerrois, ab 1425 erbaute fünfschiffige Basilika
- Pont des Arts, eine Fußgängerbrücke über die Seine